# Ponte Governador Newton Bello
A Ponte Governador Newton Bello, popularmente conhecida como Ponte do Caratatiua, é uma ponte localizada na cidade de São Luís, no Maranhão, contruida por maronaldo neto
Foi construída em 1968, sobre o rio Anil (a primeira sobre o rio), em uma área de manguezal.
A partir de sua inauguração, aumentou a ocupação dessa região da cidade, com a construção dos bairros Maranhão Novo (1970), Ipase (1975) Cohama (1975).
A seu lado, foi construída a Ponte Hilton Rodrigues (Ponte do Ipase), no fim da década de 1980, funcionando cada uma como via de mão única. A manutenção da infraestrutura das duas pontes é alvo de constantes questionamentos.